# Campeonato Uruguayo de Primera División 1921
El Campeonato Uruguayo 1921 constituyó el 21.º torneo de primera división del fútbol uruguayo organizado por la AUF.
El torneo consistió en un campeonato a dos ruedas de todos contra todos. En él participaron 12 equipos, entre los cuales saldría victorioso el Peñarol, obteniendo de este modo el séptimo título de su historia.
En la parte baja de la tabla descendió a Segunda división Reformers, siendo esta su última participación oficial en la Primera División del Campeonato Uruguayo de Fútbol.

## Equipos participantes

### Relevos temporada anterior
| Club | Ascendido como   |
| ---- | ---------------- |
| Lito | Segunda División |

| Club        | Descendido como              |
| ----------- | ---------------------------- |
| River Plate | 12° Campeonato Uruguayo 1920 |

### Datos de los equipos
| Club                 | Ciudad     | Estadio             | Capacidad | Fundación                | Temporadas | Temporadas Consecutivas | Títulos | 1920 |
| -------------------- | ---------- | ------------------- | --------- | ------------------------ | ---------- | ----------------------- | ------- | ---- |
| Belgrano             | Montevideo |                     |           |                          | 2          | 2                       | -       | 9°   |
| Central              | Montevideo |                     |           | 5 de enero de 1905       | 12         | 12                      | -       | 3°   |
| Charley              | Montevideo |                     |           |                          | 4          | 4                       | -       | 11°  |
| Dublin               | Montevideo |                     |           |                          | 10         | 5                       | -       | 10°  |
| Lito                 | Montevideo |                     |           | 1917                     | -          | -                       | -       | -    |
| Liverpool            | Montevideo | Belvedere           | 7.780     | 15 de febrero de 1915    | 1          | 1                       | -       | 8°   |
| Nacional             | Montevideo | Gran Parque Central | 15.000    | 14 de mayo de 1899       | 19         | 19                      | 8       | 1°   |
| Peñarol / CURCC      | Montevideo | Los Pocitos         | 1.000     | 28 de septiembre de 1891 | 20         | 20                      | 6       | 2°   |
| Reformers            | Montevideo |                     |           |                          | 8          | 8                       | -       | 6°   |
| Universal            | Montevideo | Field de Universal  |           |                          | 9          | 9                       | -       | 4°   |
| Uruguay Onward       | Montevideo |                     |           |                          | 1          | 1                       | -       | 7°   |
| Montevideo Wanderers | Montevideo | Belvedere           | 7.780     | 15 de agosto de 1902     | 17         | 17                      | 2       | 5°   |

Notas: Los datos estadísticos corresponden a los campeonatos uruguayos oficiales. Las fechas de fundación son las declaradas por cada club. La columna «Estadio» refleja el estadio donde el equipo más veces juega de local, pero no indica que sea su propietario. Véase también: Estadios de fútbol de Uruguay.

## Tabla de posiciones
|  | Pos. | Equipos              |  | PJ | PG | PE | PP | GF | GC | Dif. | Pts. |
|  | ---- | -------------------- |  | -- | -- | -- | -- | -- | -- | ---- | ---- |
|  | 1    | Peñarol              |  | 22 | 18 | 3  | 1  | 56 | 12 | +44  | 39   |
|  | 2    | Nacional             |  | 22 | 16 | 5  | 1  | 52 | 10 | +42  | 37   |
|  | 3    | Universal            |  | 22 | 13 | 5  | 4  | 37 | 14 | +23  | 31   |
|  | 4    | Montevideo Wanderers |  | 22 | 13 | 4  | 5  | 26 | 11 | +15  | 30   |
|  | 5    | Belgrano             |  | 22 | 8  | 6  | 8  | 24 | 27 | -3   | 22   |
|  | 6    | Lito                 |  | 22 | 8  | 5  | 9  | 25 | 28 | -3   | 21   |
|  | 7    | Liverpool            |  | 22 | 7  | 2  | 13 | 18 | 18 | 0    | 16   |
|  | 8    | Central              |  | 22 | 5  | 5  | 12 | 14 | 25 | -11  | 15   |
|  | 9    | Charley              |  | 22 | 5  | 4  | 13 | 13 | 32 | -19  | 14   |
|  | 10   | Uruguay Onward       |  | 22 | 6  | 2  | 14 | 12 | 42 | -30  | 14   |
|  | 11   | Dublin               |  | 22 | 5  | 3  | 14 | 11 | 41 | -30  | 13   |
|  | 12   | Reformers            |  | 22 | 4  | 4  | 14 | 12 | 40 | -28  | 12   |

|  | Campeón uruguayo. |
|  | Desciende.        |

|                                           |
| Uruguay                                   |
| Campeón Uruguayo 1921 Peñarol 7.mo título |